# Brachyglossina paroranaria
Brachyglossina paroranaria är en fjärilsart som beskrevs av Eugen Wehrli 1938. Brachyglossina paroranaria ingår i släktet Brachyglossina och familjen mätare. Inga underarter finns listade i Catalogue of Life.